# Halb so wild
Halb so wild ist ein Theaterstück von Feridun Zaimoglu und Günter Senkel. Seine Erstaufführung hatte es am 11. Juni 2004 unter der Regie von Annette Pullen am Theater Kiel.

## Handlung
Das Stück präsentiert einen durcheinandergeratenden Reigen, an dem acht Personen beteiligt sind. Dabei spielen Beziehungen und vergangene Beziehungen eine Rolle. Der neue Freund der Mutter ist aber auch der junge Verehrer der Tochter, der finnische Geschäftsreisende, dem die Mutter ein nettes Accessoire abkauft, ist der romantische Handyflirter, dem die Tochter die schönste Liebeserklärung, die sie jemals erhielt, verdankt, nur weiß sie überhaupt nicht, dass sie von ihm stammt. So ziehen sich zufällige und nicht zufällige Begegnungen aller Personen in immer neuen Konstellationen durch das Stück, bis endlich für alle Beteiligten ein wenig Glück dabei herausspringt.

## Rezensionen
Die Welt widmete Halb so wild und seiner Uraufführung unter dem Titel Auf dem Weg zur wahren Liebe wird viel gequatscht am 14. Juni 2004 eine Rezension: man sah den alltäglichen Beziehungswahnsinn auf die „absurd-komische Spitze getrieben“. „Elemente aus Soap, Western, Comic, absurdem Theater und Musical“, die der „lakonisch-komisch-sehnsüchtige“ Theatertext bereithalte, bildeten „Steilvorlagen für (ein) munter aufspielendes Ensemble“.

## Sonstiges
Die Textfassung des Stücks erschien im Jahr der Uraufführung zusammen mit zwei früheren Bühnenwerken des Autorenteams (Casino Leger und Ja. Tu es. Jetzt.) unter dem Titel Drei Versuche über die Liebe bei der M & V Verlags- und Vertriebsgemeinschaft. Über den Rowohlt-Theater-Verlag ist der Text auch einzeln erhältlich.